# Řád za zásluhy Litvy
Řád za zásluhy Litvy (litevsky: Ordinas Už nuopelnus Lietuvai) je litevské státní vyznamenání udílené prezidentem republiky. Může být udělen jak občanům Litvy, tak i cizím státním příslušníkům a udílen je za výjimečné zásluhy o Litvu, za rozvoj mezinárodních vztahů, za vojenské zásluhy a za výjimečné zásluhy v sociální oblasti, kultuře, vědě, obchodu, sportu a v dalších oblastech lidské činnosti. Po Řádu Vitolda Velikéhoto, Řádu Vytisova kříže a Řádu litevského knížete Gediminase jde v pořadí o čtvrtý a zároveň poslední litevský záslužný řád.

## Historie
Řád byl založen dne 18. června 2002 zákonem č. IX-957. Spolu s řádem byla vytvořena také medaile, Medaile Řádu za zásluhy Litvy, která je s řádem spojená.

## Pravidla udílení
Řád je udílen prezidentem Litevské republiky za výjimečné zásluhy o Litvu, za rozvoj mezinárodních vztahů, za humanitární pomoc Litvě, za vojenské zásluhy a za výjimečné zásluhy v sociální oblasti, kultuře, vědě, obchodu, sportu a v dalších oblastech lidské činnosti. Velmistrem řádu je prezident republiky.
Vyznamenání se udílí dvakrát ročně, a to 16. února v Den znovuustavení Litevského státu a 6. července v Den státu (korunovace krále Mindaugase). Pouze ve výjimečných případech může být udělen v jiný den. Nominace na udělení tohoto vyznamenání může podat vláda a její členové nebo předseda Seimas a jeho zástupci. Kandidáty mohou vládě navrhovat podniky, agentury, organizace i samotní občané. Navíc může být vyznamenání uděleno z vlastní vůle prezidenta bez předchozího doporučení. Kandidáty na vyznamenání nemohou být osoby odsouzené za úmyslný trestný čin. Navržení cizích státních příslušníků jako kandidátů na získání ocenění musí být koordinováno s ministerstvem zahraničních věcí.
Řád je zpravidla udílen od nejnižší třídy, ale ve výjimečných případech může prezident republiky udělit řád kterékoli třídy. Vícenásobné udělení řádu jedné osobě ve stejné třídě není možné. Udělit vyšší třídu lze podle běžných pravidel nejdříve po třech letech od udělení nižší třídy.
Ocenění je vyznamenaným předáváno prezidentem republiky nebo jím pověřenou osobou během slavnostního ceremoniálu. Pokud nominovaná osoba zemře dříve, než jí je vyznamenání předáno, mohou ocenění přijmout rodinný příslušníci zemřelého kandidáta.

## Insignie
Řádový odznak má tvar pozlaceného pěticípého bíle smaltovaného kříže o průměru 50 mm. Mezi rameny kříže jsou zlaté paprsky. Uprostřed kříže se nachází rytíř Vytis z oxidovaného stříbra. Rytíř je vyobrazen i na litevském státním znaku. Na zadní straně jsou vyobrazeny znaky litevských měst: Vilniusu, Kaunasu, Klaipėdy, Šiauliai a Panevėžysu. Uprostřed je nápis PRO LITUANIA • 2002. Velikost odznaku je v případě třídy důstojníka a rytíře 42 mm. 

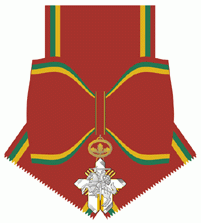
Velkokříž pánská verze
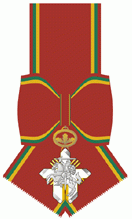
Velkokříž ženská verze
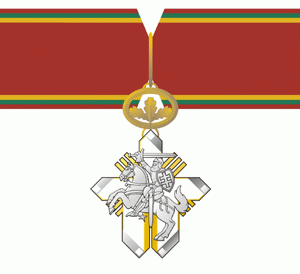
Komtur v pánské verzi
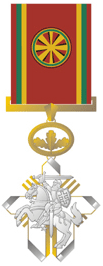
Důstojník
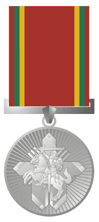
Medaile

Stuha z hedvábného moaré je červená. Na okrajích jsou dva stejně široké úzké pruhy v barvě zelené a žluté. Barvou tak stuha odpovídá litevské vlajce. Šířka stuhy v případě pánů je 100 mm, v případě dam 65 mm. Ve třídách velkodůstojníka a komtura je šířka stuhy 40 mm. Ve třídách důstojníka a rytíře, stejně jako v případě medaile je šířka stuhy 32 mm.
Řádová hvězda o velikosti 85 mm má tvar stříbrné devíticípé hvězdy. Uprostřed je položen řádový odznak. Řádová hvězda náleží k insigniím třídy velkokříže a velkodůstojníka.
Medaile o průměru 36 mm je vyrobená ze stříbra. Na přední straně je vyobrazen řádový odznak. Na zadní straně je uprostřed medaile nápis PRO LITUANIA a rok založení medaile 2002. Pod nápisem jsou dvě zkřížené ratolesti.
Řádový odznak je ke stuze připojen závěsem, který se svým tvarem liší podle oblasti, za kterou bylo vyznamenání uděleno:
- sloupy Gediminase – civilní služba a mezinárodní vztahy
- tři dubové listy – humanitární pomoc
- otevřená kniha – kultura a školství
- křídla Merkura – obchod a průmysl
- Asklépiův had – zdravotnická péče a sociální oblast
- zkřížené meče – vojenské činy
- pochodeň – sport

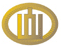
Sloupy Gediminase
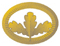
Tři dubové listy
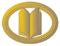
Otevřená kniha
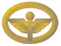
Křídla Merkura
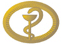
Asklépiův had
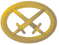
Skřížené meče
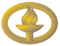
Pochodeň

## Třídy
Řád je udílen v pěti řádných třídách a náleží k němu i medaile:
- velkokříž (Didysis kryžius) – Řádový odznak se nosí na šerpě spadající z pravého ramene na protilehlý bok. Řádová hvězda se nosí nalevo na hrudi.
- komturský velkokříž (Komandoro didysis kryžius) – Řádový odznak se nosí v případě pánů na stuze kolem krku, v případě dam na stuze uvázané do mašle nalevo na hrudi. Řádová hvězda se nosí nalevo na hrudi.
- komturský kříž (Komandoro kryžius) – Řádový odznak se nosí v případě pánů na stuze kolem krku, v případě dam na stuze uvázané do mašle nalevo na hrudi. Řádová hvězda této třídě již nenáleží.
- důstojnický kříž (Karininko kryžius) – Řádový odznak se nosí na stužce s rozetou nalevo na hrudi.
- rytířský kříž (Riterio kryžius) – Řádový odznak se nosí na stužce bez rozety nalevo na hrudi.
- medaile

velkokříž
velkodůstojník
komtur
důstojník
rytíř
medaile